# Domovinski most
Domovinski most je most preko rijeke Save u gradu Zagrebu. Godine 2007. otvoren je za promet. Gradnja je trajala 5 godina.
Iz jugoistočnog smjera se veže na Radničku cestu. Preko njega se ostvaruje veza unutargradske prometne mreže s poluprstenastom zaobilaznom autocestom. Premošćuje rijeku Savu i uz nju ležeće poplavno područje.
U oba smjera ima po dvije prometne trake s nogostupima i biciklističkim stazama, te prostor rezerviran za u budućnosti predviđenu prigradsku željeznicu. Osim toga, sadrži i dvije vodovodne cijevi. Jedna odvodi otpadne vode iz grada prema postrojenju za pročišćavanje, a druga opskrbljuje prigradske dijelove vodom iz crpilišta sa zapadne obale. 
Trenutno se ostvaruje projekt rekonstrukcije Radničke ceste. Nakon njegovog završetka most bi trebao postati jugoistočna vrata Zagreba, te ubrzati razvoj tog dijela grada.

## Konstrukcija
Dimenzije: 860 m x 34 m.
Most je izveden od uzduž i poprijeko prednapregnutog betona. Središnji dio je ovješen o dva para pilona visine 16,5 m. Pojedini rasponi imaju dužine od 48 m + 6 x 60 m + 72 m + 120 m + 72 m + 2x60 m + 48 m.

## Zanimljivosti
Otvaranje mosta je tek u sedmom pokušaju bilo uspješno.
Navodno je loša koordinacija izvedbe prouzročila visinske razlike između mosta i prilaznih cesta čak do 1m.
Most je opremljen efektnom rasvjetom, koja prema prigodi može prilagoditi boje.

## Poveznice
- Zagrebački savski mostovi

## Vanjske poveznice
- Domovinski most preko Save, Zagreb, Hrvatska[neaktivna poveznica] (engl.)